# ديوغو بيريس (لاعب كرة قدم)
ديوغو بيريس (بالبرتغالية: Diogo José Pires‏) هو لاعب كرة قدم برازيلي في مركز الوسط، ولد في 18 ديسمبر 1981 في سوروكابا في البرازيل. لعب مع سانتو أندريه ونادي بيترزالكا ونادي سلوفان براتيسلافا ونادي كارباتي لفيف ونادي ملادا بوليسلاف.

## وصلات خارجية
- ديوغو بيريس (لاعب كرة قدم) على موقع اتحاد أوكرانيا (الإنجليزية)
- ديوغو بيريس (لاعب كرة قدم) على موقع Soccerway.com (الإنجليزية)